# 불 뎀프시

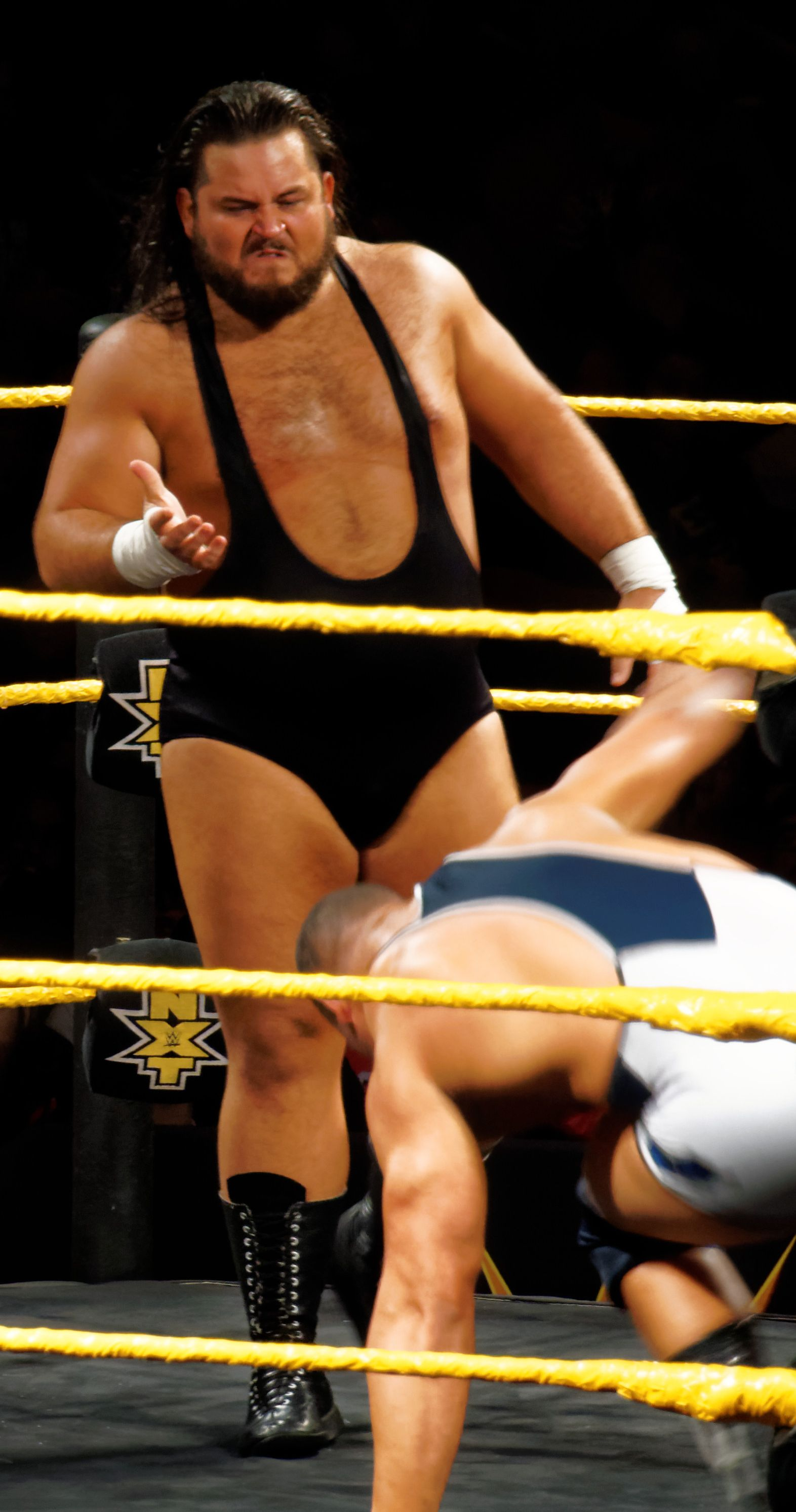
2015년 3월

불 뎀프시(Bull Dempsey, 1988년 1월 16일 ~ )는 본명은 제임스 스미스(James Smith)다. 미국의 프로레슬링선수며 키는 187 cm 몸무게는 140kg이다. 2005년 프로레슬링 입문했고, 피니쉬는 다이빙 시티드 센턴, 다이빙 헤드벗으로 사용을 한다.